# Lariscus
Lariscus är ett släkte i familjen ekorrar med fyra arter som förekommer i Sydostasien. De lever i den tropiska regnskogen i bergstrakter som ligger 900 till 1 500 meter över havet. Ibland hittas de i lägre trakter. De vistas vanligen på marken men för vissa ändamål klättrar de på träd. Födan utgörs främst av frukter och nötter. Bon byggs vanligen i trädens håligheter. Arterna gömmer sig även i jordhålor. Några undersökta honor var dräktiga med två ungar.
Arterna är:
- Trestrimmig markekorre (Lariscus insignis), F. Cuvier 1821, Malakahalvön, Sumatra, Java, Borneo
- Lariscus obscurus, Miller 1903, Mentawaiöarna
- Fyrstrimmig markekorre (Lariscus hosei), Thomas 1892, norra Borneo
- Lariscus niobe, Thomas 1898, på Java och Sumatra

Lariscus hosei listas ibland till ett eget släkte, Paralariscus.
Trestrimmig markekorre som har det största utbredningsområde når en kroppslängd av cirka 18 centimeter och därtill kommer en ungefär 12 centimeter lång svans. Arten väger 120 till 230 gram. Pälsen är oftast brunaktig på ovansidan, gul vid sidorna och vit på buken. Arten kännetecknas av tre längsgående svarta strimmor. Vissa individer skiljer sig från denna grundform.
IUCN listar Lariscus hosei som nära hotad (Near Threatened), Lariscus niobe med kunskapsbrist (Data Deficient) och de andra två som livskraftiga (Least Concern).